# 仲嶋一範
仲嶋 一範（なかじま かずのり、1963年7月 - ）は、日本の医学者。慶應義塾大学医学部解剖学教室教授。東京慈恵会医科大学客員教授を兼務する。中枢神経系の形作りを制御する分子･細胞メカニズムの解明など、神経系を中心に幅広く研究を行っている。

## 略歴
- 1982年 栄光学園高等学校卒業
- 1988年 慶應義塾大学医学部卒業
- 1994年 大阪大学大学院医学系研究科博士課程修了、大阪大学 医学博士。 論文の題は 「Novel Isoforms of Mouse Myelin Basic Protein Predominantly Expressed in Embryonic Stage(胎生期に優位に発現するマウスミエリン塩基性蛋白質の新しいアイソフォーム) 」[1]。
- 1997年 理化学研究所脳科学総合研究センター研究員
- 2001年 東京慈恵会医科大学助教授就任
- 2002年 慶應義塾大学医学部解剖学教室教授を就任、東京慈恵会医科大学客員教授就任